# Diplocephalus rostratus
Espèce
Diplocephalus rostratus est une espèce d'araignées aranéomorphes de la famille des Linyphiidae.

## Distribution
Cette espèce se rencontre en Autriche et Italie au Trentin-Haut-Adige,.

## Description
Le mâle holotype mesure 1,9 mm et la femelle 2,0 mm.

## Systématique et taxinomie
Cette espèce a été décrite par Schenkel en 1934.

## Publication originale
- Schenkel, 1934 : « Kleine Beiträge zur Spinnenkunde. » Revue suisse de Zoologie, vol. 41, p. 85-104 (texte intégral).